# Ciro Fogliatta
Juan Ciro Fogliatta (Rosario, Provincia de Santa Fe, 17 de octubre de 1943) es un músico argentino de extensa trayectoria e integrante de la legendaria banda de rock Los Gatos (1967-1970), considerada fundadora del Rock de Argentina.

## Biografía

### Inicio
Ciro Fogliatta nació en Rosario, provincia de Santa Fe, en 1943, en el seno de una familia de clase media. De niño estudió piano y clarinete, participando de adolescente en diversas formaciones. 
En 1963 formó junto con Juan Carlos Pueblas (guitarra) el grupo de rock en inglés llamado The Wild Cats que en 1965 lo tradujeron al español como Los Gatos Salvajes. Con ese grupo obtuvo cierto reconocimiento en Rosario y en 1963 actuaron en Escala Musical, un importante programa de televisión de Canal 13 de Buenos Aires y grabaron un sencillo con las canciones "Oye Niña" y "Calculadora". En 1964 Litto Nebbia se sumó al grupo como primera voz. En 1965 el grupo grabó varios sencillos, un álbum y obtuvo un contrato en la televisión, en Escala Musical actuando en la película del mismo nombre, donde también actuó la banda uruguaya Los Shakers. Al finalizar el contrato con Escala Musical el grupo se disolvió y Ciro permaneció en Buenos Aires, junto con Litto Nebbia, viviendo en la misma pensión (Hotel Santa Rosa), sobre la avenida Rivadavia casi esquina Jujuy.

### Los Gatos
Siguiendo a Nebbia a comienzos de 1967 comenzó a tocar en La Cueva, un pequeño y precario club musical nocturno de la escema underground ubicado en Pueyrredón 1723, donde se concentraban los escasos músicos y seguidores del rock local. En marzo de 1967 integró Los Gatos como (órgano), junto a Litto Nebbia (voz), Kay Galifi (guitarra), Alfredo Toth (bajo) y Oscar Moro (batería).
Integró el puñado de músicos roqueros que se concentraron en Buenos Aires y dieron origen al rock en español. Ese grupo tuvo su epicentro en el triángulo formado por un precario local musical nocturno llamado La Cueva, el Instituto Di Tella (Florida 900) y Plaza Francia. Algunos de esos grupos y músicos prebalsa fueron: Los Gatos Salvajes (Litto Nebbia y Ciro Fogliatta), The Seasons (Carlos Mellino y Alejandro Medina), Los Beatniks (Javier Martínez, Pajarito Zaguri y Mauricio Birabent), Los In (Francis Smith), Miguel Abuelo, Tanguito, Pappo, Oscar Moro y los periodistas y poetas fundacionales del rock Pipo Lernoud y Miguel Grinberg.
Por las noches cuando terminaban las funciones en La Cueva, los roqueros iban a amanecer a las plazas o a los bares que permanecían abiertos toda la noche.

Cuando salíamos de la Cueva, si era verano nos íbamos a una plaza, y si era invierno nos íbamos a un bar, y nos quedábamos hasta las 8 de la mañana. En esas guitarreadas yo cantaba mis canciones y Moris, Javier y Tango cantaban las suyas. Esa época fue bastante parecida a la del tango.

Entre esos bares estaba la pizzería La Perla del Once frente a Plaza Miserere, en la esquina de las avenidas Rivadavia y Jujuy. El lugar era un punto de encuentro habitual porque estaba a la vuelta de la pensión Santa Rosa en la que vivían Ciro, Litto Nebbia, Kay, Alfredo y Oscar, sobre Avenida Rivadavia. Allí Litto Nebbia y Tanguito compusieron "La Balsa" en el otoño de 1967.
En junio de 1967 Los Gatos grabaron dos temas de rock en español para el sello RCA (Vik) "Ayer Nomás" y "La Balsa". El 3 de julio ambos temas fueron lanzados como sencillo. El tema se convirtió en un éxito masivo e impensado entre la juventud, vendiendo 250 000 copias y volviéndose el tema del verano 1967/1968. El éxito desmintió la opinión por entonces casi unánime, de que el rock debía cantarse en inglés y que el español carecía de la sonoridad adecuada y sería rechazado por el público.
Pocos meses después Los Gatos lanzaban su primer álbum, con todos temas de rock en español compuestos por Litto Nebbia, encabezado por "La Balsa", y que incluía también dos temas que se volvieron éxito, "Ayer Nomás" y "El Rey Lloró".
El éxito de ventas pronto abrió las puertas de la televisión y Los Gatos con Litto Nebbia a la cabeza, se volvieron rock stars. Pero en 1968 Los Gatos se disolvieron, con Nebbia emprendiendo una carrera solista.
Durante 1969 Ciro se estableció en el Greenwich Village de Nueva York, con sus compañeros de banda Oscar, Alfredo y Kay con la intención de vivir personalmente la revolución del rock y el movimiento hippie. A fin de año volvieron a la Argentina y Los Gatos se reunificaron, pero ahora con Pappo Napolitano en la guitarra, debido a que Kay había abandonado sorpresivamente la banda para radicarse en Brasil. Los Gatos hicieron entonces un rock más fuerte y elaborado.
Mientras esto sucedía; la RCA en Buenos Aires, decide sacar al mercado el disco instrumental grabado por Fogliatta el año anterior ayudado por sus compañeros de Los Gatos Toth, Moro y Kay. El sello decide ponerle el cursi título "Música para el amor joven" y sin difusión alguna, pasa desapercibido.
En los tres años que Los Gatos permanecieron juntos sacaron seis álbumes, que incluirían muchos otros éxitos del rock argentino, como "Los Payasos no Saben Reír", "Viento Dile a la Lluvia", "Seremos Amigos", "La Chica del Paraguas", "Mañana", "Eres un hada al fin", "Sueña y Corre", "El Otro Yo del Sr. Negocios", "Soy de Cualquier Lugar", "Escúchame, alúmbrame", "Rock de la mujer perdida", "Mujer de Carbón".
En 1971 Litto Nebbia abandonó la banda y Los Gatos se separaron definitivamente.

### Entre Los Gatos y España
Durante 1971 Ciro y el resto de Los Gatos sin Litto Nebbia viajaron a Inglaterra y España para realizar presentaciones utilizando inicialmente el nombre de Los Gatos, pero que luego cambian a The Cats, debido a la resistencia mundial a aceptar la idea de un rock en español. Toth y Moro se volvieron a Buenos Aires y fueron reemplazados por David Lebón y Roberto "Corre" López.
En 1972 fundó la banda Sacramento con Alfredo Toth, Osvaldo Frascino, Ricardo Jelicie y Roberto "Corre" López  y grabaron disco para RCA. Pero el grupo se disolvió a fines de 1973.
En 1973 participó en el álbum Ciudad de guitarras callejeras de Moris. En 1974 integró el "Grupo Uno" y en 1975 se sumó a Espíritu, la primera banda de rock sinfónico del país ejecutando el sintetizador y el órgano, y grabando el álbum Libre y Natural.
En 1976 integró Polifemo con David Lebón, Rinaldo Rafanelli y Juan Rodríguez, grabando dos álbumes y realizando una multitudinaria actuación en el Luna Park el 20 de agosto de 1976.
En 1977 formó parte de la Blues Banda de León Vanela y Conejo Jolivet, luego integró la banda Nito Mestre y Los Desconocidos de Siempre formada por Nito Mestre, luego de la separación de Sui Géneris, que incluía también a María Rosa Yorio (voz), Rodolfo Gorosito (guitarra), el también ex gato Alfredo Toth (bajo) y Juan Carlos "Mono" Fontana (batería). Con ellos actuó en el primer concierto latinoamericano de rock en São Paulo, realizado el 17 de septiembre de 1977. En 1978 le da nombre a los Dulces 16, banda de Blues rock, integrada por León Vanela, Conejo Jolivet, Marcelo Pucci y Nestor Vetere, tocan en el Auditorio Kraft, a sala llena.
En 1979 se radicó en España.

### España
En España integró brevemente el grupo de Moris, grabando el disco Mundo Moderno y luego formó parte de la banda Carolina, junto a Suri Banzas, Dicky Campilongo, Miguel Vilanova y Ruben Fernandez.
Entre 1981 y 1984 también integró el grupo Mermelada, con el que grabó los álbumes 6 y 9 y En el directo 9 bajo 0.
En 1984 dirigió la ópera rock Hamlet de Carlos Borsani estrenada en Madrid. En 1985 formó el grupo Tráfico de Rubíes junto a Rubi, grabando el sencillo "No te fíes de mí" y "Sublime Obsesión". La bando tocó en la televisión en el programa La edad de oro de Paloma Chamorro. También acompañó a Joaquín Sabina, Los Elegantes y Los Secretos.
En 1987 retorna ocasionalmente como músico de Moris, y graba el álbum doble en vivo Moris & amigos antes de la vuelta a la argentina de Antonio Birabent.
En 1992 formó una banda de blues Los Hot Dogs con Tito Larregui, Nestor Vetere y Antonio Melgary.
En 1995 participó en el álbum doble Convocatoria de Claudio Gabis, grabado en España y Argentina.
1996 es el año de su comienzo como solista, armando Ciro fogliatta y los Blues makers, (Tito Larregui y Claudio Gabis en guitarra, Rubén Georgis en contrabajo y Volker Ledwig en batería)  con quienes graba "Live in barcelona"
En 1997 se suma a la banda de Andrés Calamaro con quien hace algunas giras por España y Sudamérica.
En 1999 grabó en dos días durante su corta estancia en Argentina "West end blues", con covers de clásicos del blues. La banda estaba integrada por Miguel Vilanova (guitarra), César Franov (bajo) y Daniel Colombres (batería), y como invitados Litto Nebbia (guitarra y voz), Oscar Moro (batería) y Alfredo Toth (bajo).
2000 es el año de Miss parrot, grabado en España y editado recién en 2003.
Para este disco Ciro se anima a componer algunos blues, pero siempre cantando en inglés.
En 2002 realiza una gira por Alicante y Murcia, junto a Conejo Jolivet y el bajista argentino, Fernando Lupano

### Vuelta a la Argentina
El año 2002 es el de la vuelta de Ciro hacia la Argentina. Nuevamente se radica en el país, más precisamente en la localidad de Florida.
Comienza a actuar junto a Botafogo en un dúo de piano y guitarra; experiencia que dura hasta el 2011.
En 2005 participa de la momentánea reformación de Los Gatos Salvajes con todos sus miembros originales, conmemorando los 40 años de la grabación de su único LP. 
En 2007 en ocasión del 40 aniversario del lanzamiento de "La Balsa", participó de la reunificación de Los Gatos, aunque esta solo duró dos shows.
Un nuevo disco llega en el año 2010: Acordate de Olvidarme.
En enero de 2012 se edita En vivo en Murcia conteniendo su último concierto completo en España,en dicha ciudad.
Ese mismo año comenzó su nuevo proyecto, "Ciro Fogliatta y las Blusettes"; una banda compuesta por chicas, edita un nuevo disco de temas propios llamado "El rey del Rock and roll".
En 2017, lanzó su nuevo disco "Pido Demasiado" junto a Las Blusettes, del cual participaron músicos como Juanse y Nito Mestre.
En 2022 junto al también músico rosarinos Ber Stinco registro una versión del himno del Club Atlético Newell's Old Boys, club de sus amores

## Trayectoria
- 1960-1962: pianista de la Eagle Dixieland Band de Rosario
- 1962-1963: Los Diamantes (música swing)
- 1963-1966: The Wild Cats/Los Gatos Salvajes
- 1967-1970: Los Gatos
- 1972-1973: Sacramento
- 1974: Grupo Uno
- 1975-1976: Espíritu
- 1976-1977: Polifemo
- 1977: Blues Banda
- 1977-1978: Nito Mestre y Los Desconocidos de Siempre, Dulces 16
- 1979-1980: la banda de Moris
- 1980: Carolina
- 1981-1984: Mermelada
- 1991: Tráfico de Rubíes
- 1992: Los Hot Dogs
- 1996: Blues Makers
- 1997: la banda de Andrés Calamaro
- 1998 : solista (hasta la actualidad)
- 2006: Los Gatos Salvajes (reencuentro)

## Discografía

### Álbumes con sus bandas
- Los Gatos Salvajes (1965)
- Los Gatos, (Volumen 1 La Balsa) (1967)
- Los Gatos II, (Viento dile a la lluvia) (1968)
- Los Gatos, (Seremos Amigos) (1968)
- Los Gatos, (Beat Nro. 1) (1969)
- Los Gatos, (Rock de la Mujer Perdida) (1970)
- Los Gatos, En Vivo y en Estudio (1970)
- Sacramento, Sacramento (1972)
- Litto Nebbia, Muerte en la catedral-productor- (1973)
- Moris (participación), Ciudad de guitarras callejeras (1974)
- Espíritu, (Libre y Natural) (1975)
- Polifemo (album) (1976)
- Polifemo II  (1977)
- Mermelada I, ("6 y 9") (años 80)
- Mermelada II, ("En el directo 9 bajo 0") (años 80)
- Mundo Moderno (disco de Moris, participa como tecladista) (1980)
- Moris & amigos (disco de Moris, participa como tecladista) (1987)
- Claudio Gabis (participación), ("Convocatoria") (1995)
- En Vivo Mucho Mejor (órgano hammond), (Ariel Rot) (2001)
- Los Gatos salvajes -Reunión- (2005)
- Los Gatos en vivo -Reunión- (2007)

### Álbumes como solista
- Música para el amor joven (1969)
- Live in Barcelona (1997) Ciro Fogliatta & the Blues Makers
- West end blues (1999)
- Miss Parrot (2003)
- Acordate de olvidarme (2010)
- En vivo en Murcia (2012)
- El rey del rock´n roll (2013)
- Pido Demasiado (2017)

## Para ver y oír
- "La Balsa" interpretada por Los Gatos (Nebbia-Fogliatta-Galifi-Toth-García-Colombres) con Fito Páez, 2007 (YouTube)